# Charles R. Price
Charles R. Price (* 26. Januar 1868 in Union Church, Mississippi; † 31. Mai 1941 in Fort Apache, Arizona) war ein US-amerikanischer Politiker (Demokratische Partei).

## Werdegang
Charles R. Price, Sohn von Mary Mahalie Wilkinson und Thomas F. Price, wurde 1868 im Jefferson County geboren. Über seine Jugendjahre ist nichts bekannt. Er zog 1898 von Texas aus in das Arizona-Territorium. Dort ging er Immobiliengeschäften nach. Um die Jahrhundertwende trat er der Freiwilligen Feuerwehr bei und war dort bis zu seinem Tod aktiv. Er diente auch in der Arizona National Guard. Sein erstes politisches Amt trat er 1925 als Deputy County Treasurer an. 1928 wurde er zum State Treasurer von Arizona gewählt. Er bekleidete den Posten von 1929 bis 1931. Nach dem Ende seiner Amtszeit wurde er Chief County Recorder – ein Posten, welchen er bis 1938 innehatte. Zum Zeitpunkt seines Todes war er ein Deputy im Büro von W. H. Lanville, dem County Treasurer vom Maricopa County. Er verstarb an den Folgen eines Herzinfarkts während eines Angelausflugs im Apache County. Sein Leichnam wurde auf dem Greenwood Memory Lawn Cemetery in Phoenix (Arizona) beigesetzt.